# 疱疹病毒性脑膜炎
疱疹病毒性脑膜炎是由单纯疱疹病毒（HSV-2最常見）引發的脑膜炎。1944年，法国神經內科學家皮埃尔·莫拉雷特首次描述了疱疹病毒性脑膜炎。在首次感染疱疹病毒性脑膜炎后的5年内，該疾病可能每周或每月复发。疱疹病毒性脑膜炎复发時通常持续几天或几周，而且无需醫治即可自行消退。 